# Visions (musikalbum av Grimes)
Visions är Grimes tredje studioalbum. Det släpptes 31 januari 2012 genom 4AD (Grimes första med detta skivbolag).

## Låtlista
Alla låtar är skrivna och komponerade av Claire Boucher. 
| Nr           | Titel                                          | Längd |
| ------------ | ---------------------------------------------- | ----- |
| 1.           | Infinite ♡ Without Fulfillment                 | 1:36  |
| 2.           | Genesis                                        | 4:15  |
| 3.           | Oblivion                                       | 4:12  |
| 4.           | Eight                                          | 1:48  |
| 5.           | Circumambient                                  | 3:43  |
| 6.           | Vowels = Space and Time                        | 4:21  |
| 7.           | Visiting Statue                                | 1:59  |
| 8.           | Be A Body (侘寂)                               | 4:20  |
| 9.           | Colour of Moonlight (Antiochus) (med Doldrums) | 4:00  |
| 10.          | Symphonia IX (My Wait Is U)                    | 4:53  |
| 11.          | Nightmusic (med Majical Cloudz)                | 5:03  |
| 12.          | Skin                                           | 6:09  |
| 13.          | know the way (outro)                           | 1:45  |
| Total längd: | Total längd:                                   | 48:04 |

| 14. | Christmas Song (med Jay Worthy) | 2:58 |

| 14. | Angel | 1:22 |

| 1.           | Oblivion                        | 4:12  |
| 2.           | Eight                           | 1:48  |
| 3.           | Circumambient                   | 3:43  |
| 4.           | Life After Death (exklusiv låt) | 2:48  |
| 5.           | Nightmusic (med Majical Cloudz) | 5:03  |
| 6.           | Ambrosia (exklusiv låt)         | 3:31  |
| 7.           | Symphonia IX (My Wait Is U)     | 5:53  |
| 8.           | Genesis                         | 5:15  |
| 9.           | Skin                            | 6:09  |
| Total längd: | Total längd:                    | 38:22 |